# Motivo de consulta médica

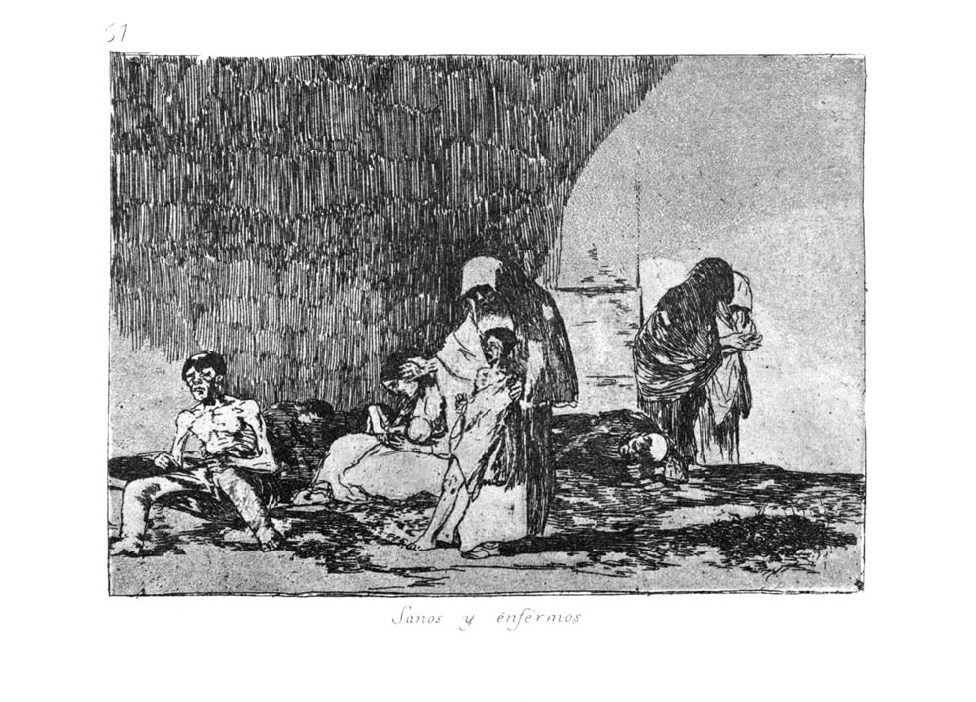
"Sanos y enfermos" (Francisco de Goya, 1810).

El motivo o razón de consulta médica es la expresión del paciente por la que solicita atención sanitaria al profesional de salud.

## Características
El episodio de atención se inicia con la razón por la que el paciente consulta al médico. Es un periodo de comunicación directa y franca, en el que el paciente transmite su situación o dudas, donde da sus explicaciones y se relaja, y el médico realiza un escucha activa, creando un clima de serenidad y seguridad, para captar sus necesidades. En la historia clínica se recoge con la expresión literal ofrecida por el enfermo, y sirve de desencadenante de las decisiones y acciones que tomará el profesional sanitario.
Puede haber uno o varios motivos de consulta en el mismo encuentro entre paciente y médico, y todos deberían ser expresados al principio de la entrevista clínica para facilitar su abordaje posterior. En el caso de enunciarse más de uno, se pueden jerarquizar en función de varios parámetros (urgencia, gravedad, resolutividad, etc.).
No se debe confundir motivo de consulta con problema de salud. El primero es la razón de atención sanitaria solicitada por parte del paciente y registrado con sus palabras. Mientras que el problema de salud y el diagnóstico médico son el producto del método clínico que aplica el médico para asignarle un nombre (generalmente normalizado en alguna clasificación profesional) al padecimiento que sufre el enfermo.
Registrar la razón de consulta, no sólo tiene interés clínico, sino que sirve también para facilitar la investigación y la docencia en Medicina, ya que es una fuente muy importante de información acerca de los pacientes.
En Atención Primaria de Salud los motivos de consulta se clasifican mediante la Clasificación Internacional de Atención Primaria.